# Helge Hundingsbane

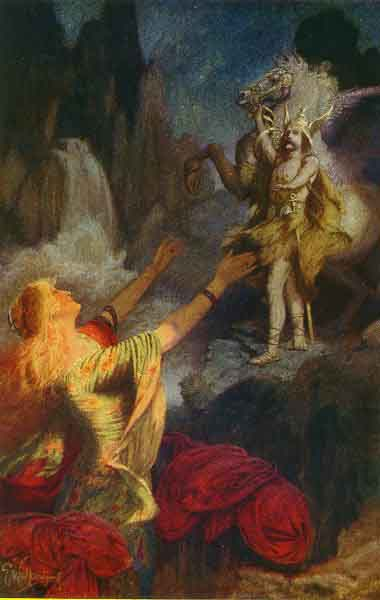
Helge återvänder till Valhall.

Helge Hundingsbane var en hövdingason som förekommer i Völsungasagan samt i två avsnitt av den poetiska eddan. Han tillhörde völsungaätten samt den östgötska ylvingaätten. Helges far var enligt dikten, Sigmund (Völsung),  och hans mor var Borghild av Brålund.

## Förvärv av binamn
Helge verkar vara son till Sigmund och Borghild. Endast femton år gammal hämnar han sin fader genom att dräpa Hunding, saxarnas konung och därav förvärva sig binamnet Hundingsbane. Helge fortsätter med krigiska dåd och en dag, när han står ombord sitt långskepp, får han besök av valkyrian Sigrun. Sigrun kan rida genom luften och över haven och känner till alla hans stordåd. Hon omfamnar och kysser honom och han blir omedelbart förälskad.

## Strider
Emellertid har Sigruns fader Högne, kung av Östergötland, lovat bort henne till Hödbrådd, son till kung Granmar av Södermanland. Helge samlar då ihop en styrka vid en plats benämnd Brändö och de färdas till Granmars rike. Det berättas detaljerat om härsamlingen och om hur Helge och hans bror Sinfjötle strider mot Högne och dennes son Dag samt mot Granmar och dennes söner Hödbrådd, Starkad och Gudmund. Alla dör utom Helge, Sinfjötle och Dag. Sigrun bjuder ett argt farväl till den döende Hödbrådd och gråter av glädje när hon förstår att alla män i dennes familj, utom Dag, är döda. Dag svär trohetsed till Helge.

## Död
Sigrun och Helge viger sig och får åtskilliga söner. Dag får emellertid ingen ro i och med att hedern kräver hämnd gentemot faderns baneman. Oden lånar honom då ett spjut, och i ättplikt genomborrar han Helge med detta. Så går Dag till Sigrun för att beklaga sorgen, men blir då förbannad av henne genom en galder, som förutsade att vinden skulle mojna när han steg på ett skepp, att hästar inte skulle bära vid jakt och att hans svärd inte skulle skada någon annan än honom själv.
Hon säger åt Dag att fly in i skogen och hädanefter leva på as. Så begraver hon Helge i ett gravkummel, men Helges själ är redan i Valhall, där Oden bjuder honom att göra sig hemmastadd. Helge lyder välvilligt och beordrar Hunding att mata grisarna, att tvätta enhärjarnas fötter och att utföra andra förnedrande grovgöror.

## Återförening vid gravkumlet
En kväll säger någon att han sett Helge rida med ett stort följe in i sin egen kummel, varpå Sigrun går till kummeln för att få se Helge. Han uppträder då med sitt hår täckt av frost, hans kropp svullen av blod och hans händer våta. Han förklarar att detta beror på alla tårar som hon fällt som har fallit kalla och våta på honom. Trots detta delar de en underbar natt tillsammans vid gravhögen.
Innan dagen gryr, måste Helge återvända till Valhall. Sigrun vänder åter hem, och väntar resten av livet förgäves på att Helge skall återvända ännu en gång till gravkummeln.

## Teorier
Helge skall enligt den isländska sagan ha fötts  på nuvarande Lunds gård (enligt sagan Brålund) i Kvillinge socken i Östergötlands län. Gården ligger än idag kvar väster om Kvillinge kyrka. Han kom senare att bo på stormansgården Ringstad vid Glans norra strand.
Ture Hederström föreslog i sitt arbete Fornsagor och Eddakväden i geografisk belysning II, att dikten om Helge Hundingsbane ursprungligen är en beskrivning av verkliga händelser i Sverige i slutet av 600-talet e Kr. Dikten innehåller 35 platsangivelser som nästan alla går att återfinna inom rimliga avstånd i området från norra Småland (Värend), Östergötland (Bravik, Kolmården, Himmelstalund, Ringstad samt ön Brändö som är bästa tänkbara plats att samlas för en färd över Bråviken mot Södermanland) Södermanlands kustområden (Arnö, Grinda, Sanda) till södra Södertörn (Fräcksta, Fjättersjön, Styran, eventuellt Lisö). De geografiska platsangivelserna för krigsskeppens färder i dikten kan kopplas till en delsträcka av Kung Valdemars segelled mellan Bråviken och Sorunda, forntidens viktigaste vattenled längs östersjökusten. Personnamn, som nämns i sagan, finns bevarade både i många svenska ortnamn i detta område och på runstenar eller i senare medeltida skrifter, vilket Hederström ingående beskriver. Även djur och växter, som omnämns i dikten, förekommer eller fanns i detta område, t ex alm, hassel, hjort, örn och varg. Dessa har ej funnits på Island med undantag av örn.
Dikterna om Helge Hundingsbane, vilka sannolikt bevarats i muntlig tradition under de följande århundradena, kan ha förts till Island där de nedskrivits och omskrivits under 1100-1200-talen, men därvid blev en del av de geografiska namnen fördunklade.
Enligt tidigare professorn i nordiska språk vid Uppsala Universitet, Birger Nerman, som publicerade Hederströms skrifter efter dennes död, var innehållet i skrifterna banbrytande. Men därefter verkar Hederströms verk ha fallit i glömska. Tidpunkten för publicerandet var kanske olyckligt, då de akademiska auktoriteterna på området vid denna tid ansåg att sagorna var rena fantasier. Ture Hederström kritiserar i sin skrift den danske forskaren Sophus Bugge, vilken vid 1900-talets början hade försökt hitta ett geografiskt sammanhang för Helgedikterna men inte lyckats. Denne menade att Gautland (Götland) var detsamma som Jylland och att Helge därför var en dansk konung. Denna gissning lever fortfarande kvar i historieböckerna. Den norska 1800-tals forskaren Peter Andreas Munch, liksom Svend Grundtvig (Om Nordens gamle litteratur, 1867), antog däremot redan före Hederström att Gautland (Östergötland) var platsen för det ursprungliga författandet av stora delar av den äldre eddan. På den tiden ansågs berättelserna ha historisk bakgrund. 
Ture Hederström, född och bosatt i Norrköpingstrakten, hade en ovanlig kombination av kunskapsområden. Han ägnade sitt liv åt fornnordiska språk och litteratur, och han kunde läsa de isländska sagorna på originalspråket. Han hade även en ingående historisk och geografisk kännedom om lokala ortnamn, gamla kartor och skrifter från Östergötland. Den ovanliga kombinationen av tvärvetenskapliga kunskaper var förklaringen till att just han lyckades finna ett geografiskt sammanhang i sagan om Helge Hundingsbanes liv. Han gjorde även ortnamnsundersökningar för flera andra historier (Bråvallaslaget, Sagan om Hagbard och Signy, Hervorsagan) i den äldre eddan. Ingen annan forskare har lyckats koppla dikten om Helges Hundingsbanes liv till ett geografiskt område där platsangivelserna bildar en logiskt sammanhang. Det kan vara ett argument som talar för en viss verklighetsbakgrund till dikten även om den också innehåller senare tillkomna omskrivningar och orealistiska inslag.
Ordet Varin, som finns på Rökstenen i Östergötland, finns nämnt i Helgedikten som Varinsfjärd.
Henry Adams Bellows menade, baserat på formspråket i Första kvädet om Helge Hundingsbane och Andra kvädet om Helge Hundingsbane, att det första kvädet skulle diktats upp under 1000-talet och den andra under 900-talet.